# Živice

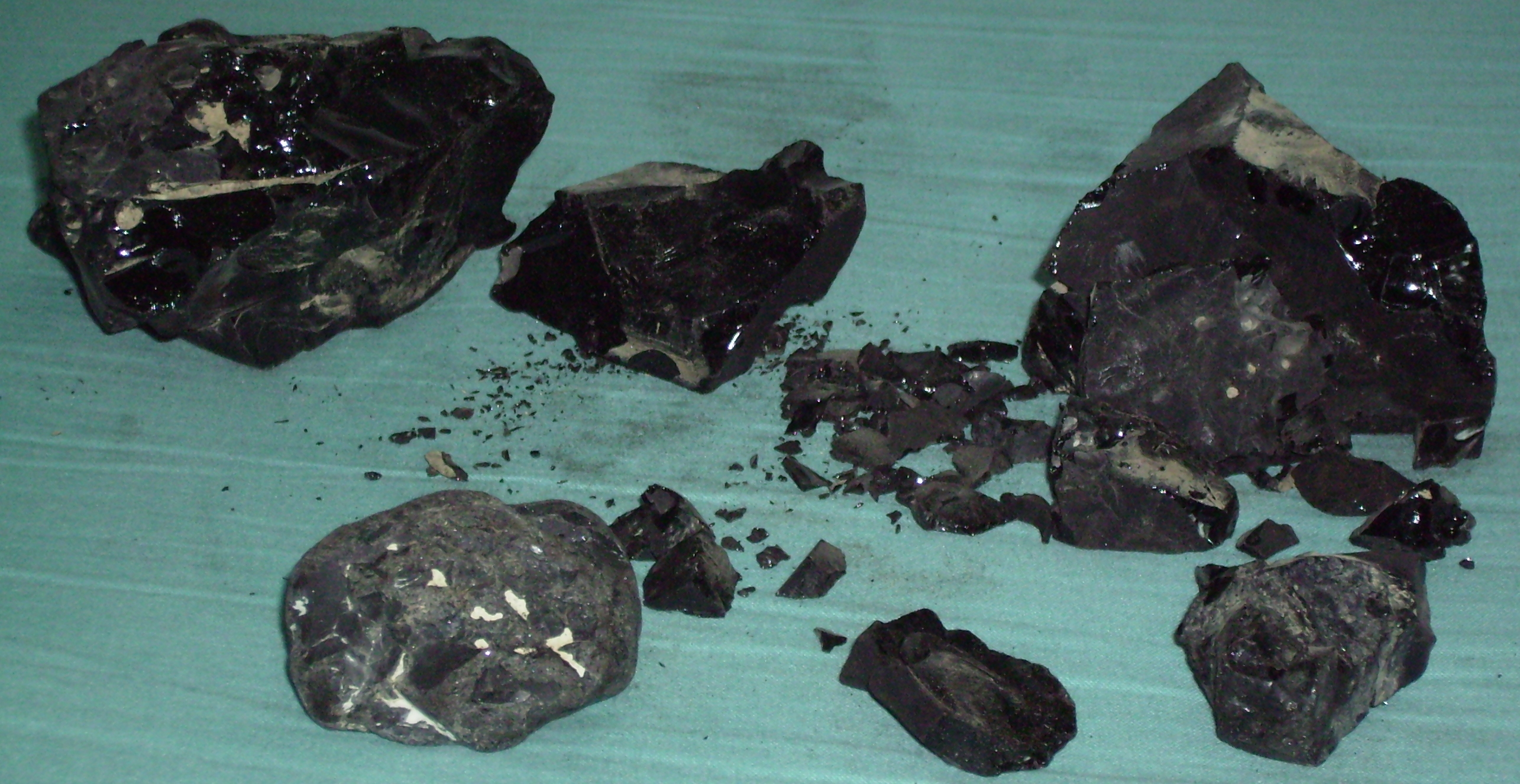
Přírodní živice z oblasti Mrtvého moře

Živice neboli bitumen je souhrnné označení pro organické kapaliny, které jsou vysoce viskózní, černé barvy a zcela rozpustné v sirouhlíku. Asfalt a dehet jsou nejčastější formy živic. Relativní permitivita εr bitumenu je 2,7 až 3.
Asfalt se získává z ropy jako zbytek po vakuové destilaci, je to nejhustší složka ropy s nejvyšším bodem varu. Nejčastěji se využívá při stavbě silnic.
Dehet se získává z organických materiálů, obvykle z uhlí při koksování (karbonizaci). Může být zpracován na „ropu“, ale tento postup je finančně nákladný. Lze z něho získat řadu chemických látek a výrobků, jako benzen, naftalen, barviva, léčiva, dezinfekční prostředky, čisticí a mycí prostředky, parfémy, umělá hnojiva, prostředky proti plevelu a hmyzu. Je rakovinotvorný, proto se od jeho dřívějšího využití při impregnaci lodí a základů budov ustoupilo a dnes se při renovacích z budov odstraňuje.
Další formou jsou živice obsažené v dehtových píscích, které jsou jedním z druhů nekonvenční ropy.
Podle organické teorie vzniku ropy se zbytky rostlin a mořských živočichů vlivem tepla a tlaku přeměnily nejprve na nerozpustný kerogen, ten pak na živice a ty nakonec na ropu a zemní plyn.
Ze slova bitumen pochází slovo beton.